# Mitsubishi G3M
Il Mitsubishi G3M, indicato anche come Bombardiere d'Assalto della Marina Tipo 96 (九六式陸上攻撃機?) in base alla convenzione di designazione "lunga" (nome di identificazione alleato: Nell), fu un bombardiere medio bimotore ad ala media basato a terra sviluppato dall'azienda aeronautica giapponese Mitsubishi Jūkōgyō nei primi anni trenta.
Introdotto nel 1936 prestò servizio nella Dai-Nippon Teikoku Kaigun Kōkū Hombu, la componente aerea della Marina imperiale giapponese, prima e durante la seconda guerra mondiale, impiegato sia durante la seconda guerra sino-giapponese che durante la Guerra del Pacifico. Al termine del conflitto alcuni esemplari catturati operarono nella Angkatan Udara Republik Indonesia, l'aeronautica militare indonesiana.

## Storia del progetto
La Marina Imperiale giapponese emise, nel 1933, una serie di specifiche tendenti a rimodernare, con macchine di concezione completamente nazionale, l'intera prima linea dell'aviazione di marina, sia imbarcata che dislocata a terra. Fra le specifiche emesse ve ne era una in particolare, quella riguardante un bombardiere bimotore a grande autonomia basato a terra, che aveva un notevole interesse. Proprio alcuni anni prima il Giappone aveva sottoscritto il Trattato navale di Washington, che limitava il tonnellaggio delle navi portaerei che ogni nazione firmataria poteva immettere in servizio. Con ciò si limitava anche in modo piuttosto drastico il numero degli aerei d'attacco imbarcati. Il Giappone, nazione insulare con vitali interessi commerciali e militari nell'Oceano Pacifico, sentiva in particolar modo questa limitazione che non era possibile aggirare che mediante l'impiego di bombardieri basati a terra. Per questa ragione venne emessa la specifica relativa al Bombardiere d'Attacco Sperimentale della Marina 7-Shi, la quale diede origine all'Hiro G2H o Tipo 95. Questo aereo però, sviluppato dall'ufficio tecnico dell'Undicesimo Arsenale Tecnico Aeronavale di Kure (Dai-Juichi Kaigun Kokusho (Hiro), prefettura di Hiroshima), fu un fallimento, anche se certe sue caratteristiche erano buone. Con meticolosità tutta giapponese i tecnici non si scoraggiarono e l'anno seguente, sotto la direzione di Isoroku Yamamoto a quel tempo Contrammiraglio e capo della Divisione Tecnica dell'ufficio aeronautico della Marina Imperiale, si rimisero al lavoro, questa volta affidando l'incarico non più ad un Arsenale Navale, ma ad una ditta affermata quale era la Mitsubishi Industrie Pesanti. Affinché la suddetta ditta potesse lavorare in completa serenità l'Ammiraglio Yamamoto pretese e ottenne che il contratto le venisse affidato senza nessuna competizione e riguardasse non un prototipo di bombardiere, ma un aereo bimotore dotato della massima autonomia possibile, privo peraltro di qualsiasi dotazione bellica.
Lo sviluppo di un tale aereo sperimentale venne affidato al gruppo di progettazione capeggiato dagli ingegneri Sueo Honjo, Tomio Kubo e Nobuiko Kusabake. La loro creatura, denominata Ka.9, manteneva le caratteristiche positive del precedente Tipo 95, quali i propulsori Hiro Tipo 91 raffreddati a liquido e l'ala tipo Junkers. Il prototipo, dalle linee aerodinamiche particolarmente pulite, aveva una fusoliera di sezione veramente minima e carrello retrattile, caratteristica all'epoca innovativa, non solo per il Giappone. La capacità dei suoi serbatoi era di 4 200 litri, con i quali si otteneva un'autonomia normale di 4 400 km e una massima di 6 050 km. Il prototipo, portato in volo per la prima volta nell'aprile del 1934 dal pilota collaudatore Yoshitaka Kajima, dimostrò un ottimo comportamento in aria, dimostrando di possedere una grande stabilità ed un'ottima manovrabilità. Vista la bontà del progetto si decise di trarne un bombardiere bimotore capace di trasportare su lunghe distanze un carico bellico di 800 kg. Contemporaneamente, anche la Nakajima Hikōki KK aveva presentato un proprio progetto di bimotore a grande autonomia denominato LB-2, che i suoi tecnici avevano ottenuto dal DC-2 a quel tempo prodotto su licenza in Giappone. Yamamoto però vegliava e il progetto concorrente venne respinto. La Mitsubishi ebbe perciò la luce verde per procedere allo sviluppo del Ka.15.

## Tecnica
Il nuovo velivolo manteneva l'ala e i motori dei Ka.9, anche se con alcune modifiche di minor conto, e aveva una fusoliera completamente nuova, di diametro maggiorato per poter accogliere le tre torrette retrattili. Non vi era stiva bombe, ma solo dei travetti sotto la sezione centrale della fusoliera. Ai due travetti centrali poteva essere agganciato un siluro pesante da 800 kg o una bomba da 800 o 500 kg, oppure due bombe da 250 o da 100. Ai travetti laterali potevano essere agganciate 8 bombe da 60 kg. Il carrello retrattile, costituito da due gambe singole monoruota a movimento idraulico, era di tipo semplificato e di facile manutenzione. Il ruotino di coda era fisso. La capacità dei serbatoi, causa il maggior peso strutturale, era stata limitata a soli 3 805 litri, che consentivano comunque un'ottima autonomia.

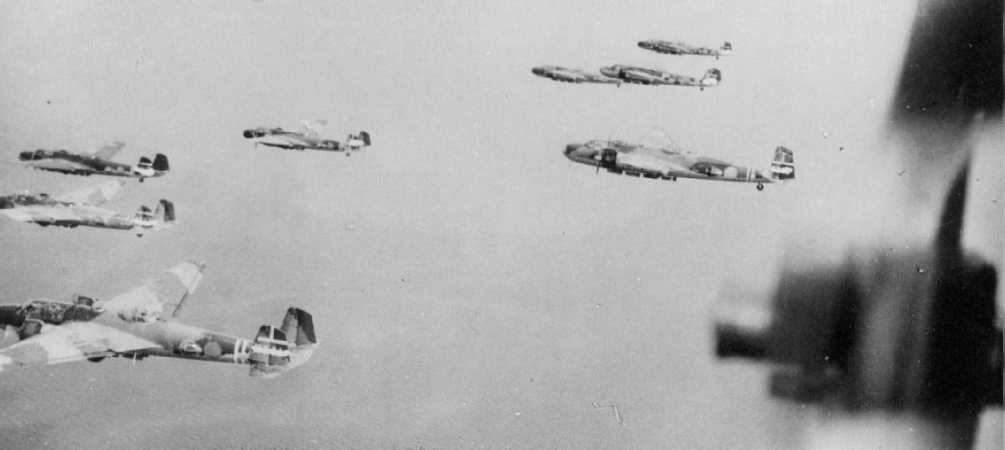
Una formazione di G3M in missione.

I motori erano due Hiro Tipo 91 raffreddati a liquido ed eroganti 750 hp al decollo e 600 hp continuativi. Si trattava di un impianto propulsore parco nei consumi ma di potenza troppo limitata, e ben presto, appena si resero disponibili, vennero sostituiti da altri propulsori più potenti. Il primo prototipo del Ka.15 venne completato a tempi di record ed effettuò il suo primo volo nel luglio 1935 a Kagamigahara, sempre pilotato dal capo collaudatore della ditta Kajima. Fin dai primi voli le sue caratteristiche si dimostrarono ottime: solo l'accoppiamento delle eliche quadripala lignee a passo fisso MW 116 con i propulsori in linea diede qualche problema e in un caso fu ritenuto responsabile di un incidente di volo nel quale andò distrutto il secondo prototipo. Per il resto i voli sperimentali non misero in luce inconvenienti degni di nota, anzi dimostrarono che i prototipi 3º e 4º, propulsi con i radiali Mitsubishi Kinsei 2 e 3 da 680/790 hp erano più veloci e si comportavano meglio, anche per merito delle eliche tripala metalliche a passo variabile Hamilton Standard CS16. In tutto, nel volgere di un anno, vennero realizzati 21 prototipi, che differivano dal primo in vari particolari.

## Impiego operativo

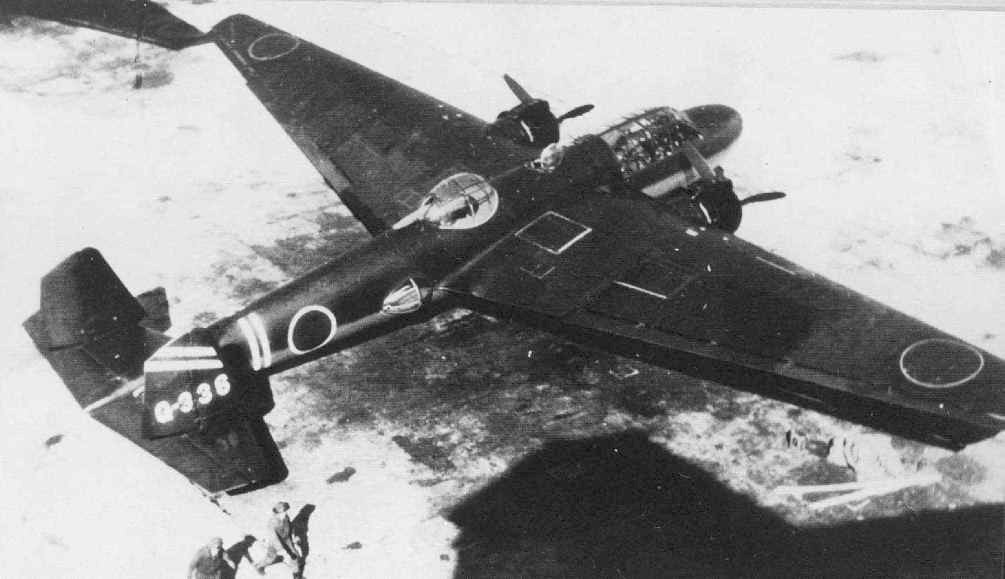
Un G3M in manutenzione.

Al momento del famoso secondo "incidente" cino-giapponese, che diede origine alla campagna di Cina, vi erano due Kokutai della Marina Imperiale equipaggiati con i G3M: il Kisarazu Kokutai con 24 aerei e il Kanoya Kokutai con 18 aerei. Questi due gruppi, per quanto ancora a ranghi incompleti, furono immediatamente impiegati in bombardamenti di tipo strategico contro la Cina. Il 14 luglio 1937 aerei del Kanoya Kokutai, dislocato all'isola di Formosa, effettuarono il primo bombardamento transoceanico della storia, superando in volo oltre 2 000 km di mare aperto per bombardare le aree di Hangschow e Kwangteh. Il giorno dopo fu la volta del Kisarazu Kokutai che bombardò Nanchino e Shanghai partendo dal territorio metropolitano giapponese.
Di lì a poco, conquistate le necessarie basi in territorio cinese, i bombardamenti poterono proseguire con scarsa opposizione da parte della sparuta caccia cinese, anche se non mancarono le perdite, dato che i serbatoi non erano protetti. Nel 1938 e negli anni successivi, parecchi bombardieri della prima e della seconda serie erano stati trasformati in aerei da trasporto per impieghi sia civili che militari. La Dai Nippon Koku K.K. ne impiegò parecchi, sia per i collegamenti interni che per quelli internazionali con la Corea, la Cina, l'isola di Formosa, la Thailandia e le isole del Pacifico sotto mandato giapponese.

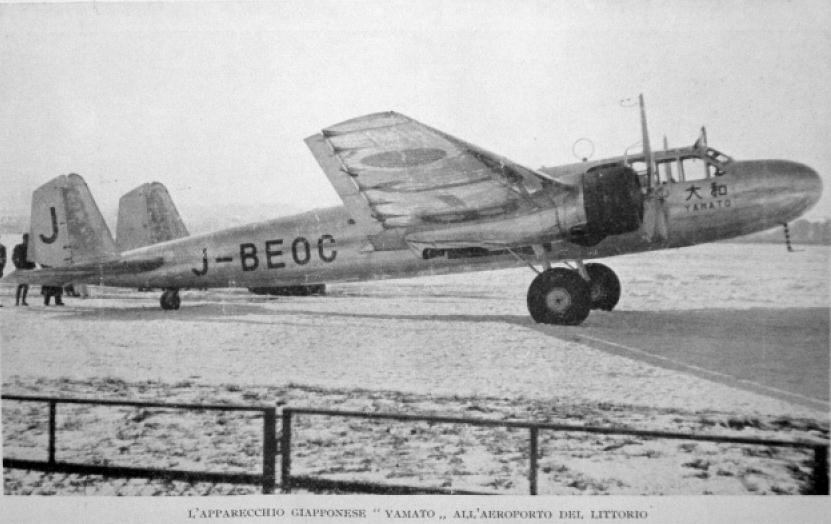
Il velivolo marche J-BEOC e battezzato "Yamato" all'Aeroporto del Littorio.

Su questi esemplari civili, le modifiche effettuate erano veramente minime: era stato sbarcato l'armamento ed erano stati aggiunti piccoli finestrini sui fianchi della fusoliera che poteva accogliere solo 8 passeggeri paganti, oltre ai piloti e ai navigatori. Da ricordare i voli con meta Teheran e Roma compiuti nella primavera-estate del 1939. Memorabile fu invece il volo intorno al mondo compiuto da un G3M2 ad autonomia accresciuta, sponsorizzato dal quotidiano Mainichi Shimbum.
Il volo prese il via il 26 agosto 1939 da Tokyo. Ai comandi del "Nippon" era il pilota Yoshida, mentre il comandante era il Cap. Nakao. Li accompagnavano un navigatore, un ingegnere di volo, due radioperatori e un rappresentante del giornale. Le tappe furono effettuate in Hokkaidō, Alaska, Canada, USA, America Centrale e Meridionale, Dakar, Casablanca, Roma, Medio Oriente, India, Asia Meridionale, Formosa e, infine, Tokyo. La distanza totale coperta fu di 52 860 km in 194 ore di volo.

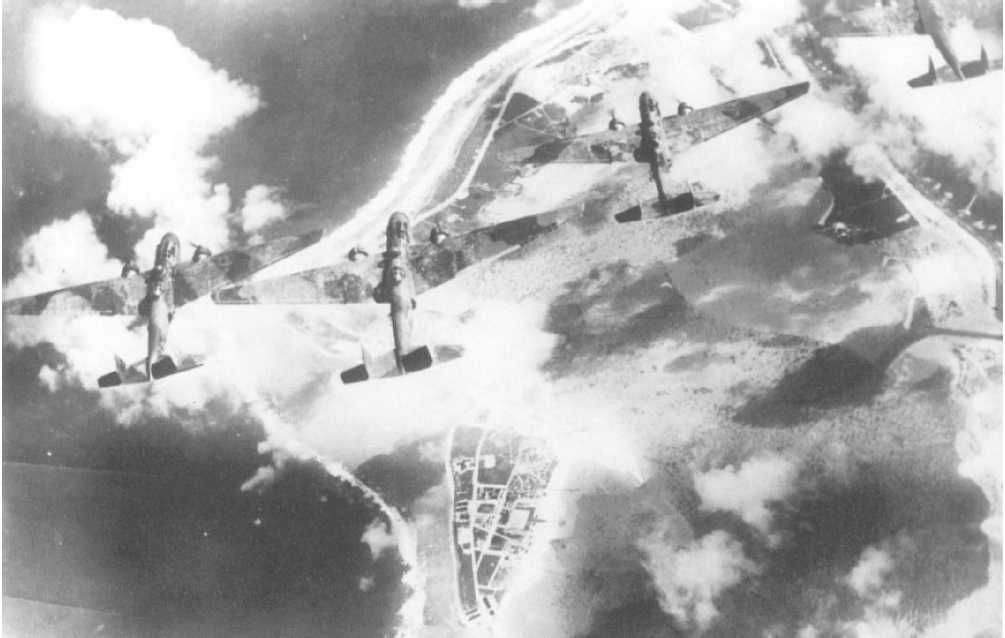
G3M in formazione.

All'entrata in guerra del Giappone nel 1941 il G3M ricevette dagli americani il nome in codice "Nell" ed era in via di sostituzione con i più moderni G4M, anche se rappresentava ancora il 60% della prima linea di bombardamento. Il 10 dicembre 1941 i G3M si resero protagonisti della loro più famosa azione militare. L'ammiraglio Phillips della Royal Navy, partendo da Singapore, condusse le sue due unità principali, l'anziano incrociatore da battaglia HMS Repulse e la recentissima nave da battaglia HMS Prince of Wales, in una missione che si sarebbe rivelata fatale.
Le due unità rappresentavano le ultime forze importanti che gli Alleati potevano manovrare nel settore dell'Oceano Pacifico subito dopo il disastro di Pearl Harbor. L'ammiraglio Phillips riteneva di trovarsi relativamente al sicuro dagli attacchi giapponesi, dato che non si sarebbe mai avvicinato ad oltre 750 km dalle più vicine basi avversarie. Lo sfortunato ammiraglio non era stato avvertito che il raggio d'azione dei bombardieri nipponici era più che doppio, fatto ampiamente dimostrato dai bombardamenti continui sulle Filippine degli ultimi giorni. La flotta britannica si era appena allontanata da Singapore quando venne scoperta da un sottomarino giapponese che spiava i movimenti nella base avversaria. L'I-56 immediatamente lanciò il segnale di avvistamento. Subito si alzarono in volo ingenti forze composte da 26 G3M2 del Genzan Kokutai, 34 G3M2 del Mihoro Kokutai e da 26 G4M1 del Kanoya Kokutai, oltre a una dozzina di ricognitori. Gli aerei erano in parte armati con bombe da 250 kg e in parte con siluri da 533mm. Fin dai primi momenti dell'attacco la Prince of Wales incassò un siluro che la menomò seriamente e la fece inclinare di 13º, mentre la Repulse subì danni meno gravi per una bomba a bordo. Nel corso delle tre ore successive le due unità e la loro scorta subirono altri due attacchi altamente distruttivi, al termine dei quali dovettero soccombere. Secondo fonti giapponesi la Repulse incassò ben 14 siluri oltre alla bomba, mentre la Prince of Wales fu colpita da 7 siluri e due bombe. Le navi minori non subirono danni di rilievo, anche perché i giapponesi si concentrarono su quelle maggiori. Le perdite in vite umane furono, tutto sommato, abbastanza contenute dato che le navi di scorta poterono salvare circa 2 000 dei 3 000 uomini imbarcati sulle corazzate.
Con quell'azione la potenza navale britannica fu totalmente eliminata dal Pacifico. L'impiego operativo dei "Nell" doveva però protrarsi fino al termine del conflitto, sia pure in ruoli sempre meno impegnativi, fino a giungere alle conversioni da trasporto L3Y1 ed L3Y2, ricavate dai G3M1 e G3M2. Erano armati con una sola mitragliatrice Tipo 92 calibro 7,7mm.

## Versioni

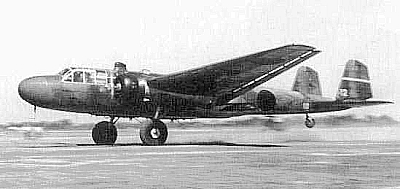
Un G3M in fase di atterraggio.

- Ka.15: 21 prototipi, realizzati nel biennio 1934/35.Il 2º, 5º e 6º erano simili al primo ed erano equipaggiati con due motori Hiro Type 91 raffreddati a liquido da 600 hp con eliche quadripala lignee MW 116. Il secondo prototipo andò perduto per un incidente in Manciuria. Il 3º era propulso da due radiali Mitsubishi Kinsei 2 da 680 hp con eliche quadripala lignee a passo fisso MW 126. Il 4º aveva i radiali a 14 cilindri Kinsei 3 da 790 hp accoppiati alle eliche tripala metalliche a passo variabile Hamilton Standard CS16. I prototipi No.7, 9, 10, e da 12 a 21 erano caratterizzati da una nuova fusoliera con muso vetrato e abitacolo del pilota spostato indietro e sopraelevato. Questa variante non ebbe seguito. Era propulsa dal Kinsei 2 con eliche MW 126. L'8º prototipo era caratterizzato da un maggior diedro alare e l'11º, simile al 7º, aveva il Kinsei 3 con eliche a passo variabile CS16.
- G3M1: prima versione di serie, la cui denominazione completa era Bombardiere d'Attacco della Marina Tipo 96 Modello 11, venne riprodotta in soli 34 esemplari negli anni 1936/37. Erano simili al 4º prototipo e propulsi da motori Kinsei 3. Dodici dei 24 prototipi, che erano stati assegnati al Tateyama Kokutai per la valutazione operativa, ebbero le designazioni non ufficiali di G3M1a, G3M1b e G3M1c.
- G3M2: versione potenziata realizzata in 343 esemplari dalla Mitsubishi negli anni 1937/39 e in 412 esemplari dalla Nakajima nel 1941/42. I primi avevano i Kinsei 41 o 42 da 1 075 hp al decollo e 990 hp a 2 800 m; i secondi erano potenziati da Kinsei 45 da 1 075 hp al decollo e 1 000 hp a 4 200 m, sempre con eliche tripala Hamilton Standard CS16. La capacità di carburante era stata accresciuta a 3 874 litri. L'armamento difensivo era stato potenziato sugli aerei Nakajima ed era costituito da un cannone Tipo 99 Mod.1 da 20 mm in postazione dorsale, da due mitragliatrici Tipo 92 da 7,7 mm in blister sui fianchi della fusoliera, da una terza mitragliatrice Tipo 92 nella torretta retrattile superiore e da una quarta mitragliatrice simile, che poteva sparare dai finestrini posti dietro i piloti. In questi aerei l'equipaggio era costituito dai due piloti, dal bombardiere/navigatore/mitragliere, dal marconista/mitragliere e da altri due o tre mitraglieri.
- G3M3: ultima versione di serie, ulteriormente potenziata e realizzata in 238 esemplari dalla Mitsubishi negli anni 1939/41 e in un numero imprecisato di esemplari dalla Nakajima fino al 1943. I motori erano i Kinsei 51 da 1 300 hp al decollo e 1 200 hp a 3 000 metri. A parte i motori più potenti, non differivano dagli esemplari precedenti che in piccoli dettagli, tranne che per la capacità dei serbatoi che era stata ancora aumentata e portata a ben 5 182 litri.

In tutto sono stati realizzati 1 048 G3M delle varie versioni, compresi i prototipi e gli esemplari convertiti in aerei da trasporto.

## Utilizzatori
Giappone
- Dai-Nippon Teikoku Kaigun Kōkū Hombu

 Indonesia
- Angkatan Udara Republik Indonesia (secondo dopoguerra)